# ドブロヴニク
ドブロヴニク（スロベニア語: Dobrovnik, ハンガリー語: Dobrónak,Lendvavásárhely, ドイツ語: Dobronack）は、スロベニア北東部の市である。
クロアチアの都市ドゥブロヴニク (クロアチア語: Dubrovnik) とは無関係である。